# Carl Albrecht (Pfarrer)

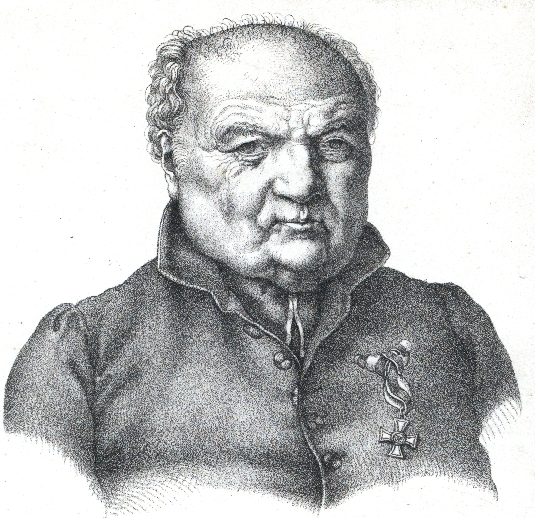
Carl Albrecht

Carl Albrecht (* 20. Dezember 1746 auf dem Emminger Hof bei Ochtendung; † 16. Januar 1833 in Koblenz) war zunächst Benediktiner in der Abtei Maria Laach, wo er zuletzt das Amt des Cellerars bekleidete, und wirkte von 1803 bis 1832 als Pfarrer der Pfarrei Liebfrauen in Koblenz am Rhein.

## Werdegang
Carl Albrecht wurde am 20. Dezember 1747 auf dem Emminger Hof zwischen Ochtendung und der Fraukirch im Maifeld geboren. Er wurde 1770 zum Priester geweiht und war Mönch im Benediktinerkloster Maria Laach. Er führte den Ordensnamen „Pater Columban“. Zuletzt war er bis zur Auflösung des Klosters als Cellerar tätig.
1803 wurde er Pfarrer in der Pfarrei Liebfrauen in Koblenz am Rhein. Vor großer Volksmenge musste er damals in der Kastorkirche den Eid auf die französische Verfassung ablegen.
Im Jahre 1818 war er Mitglied der Deputation, die unter der Führung von Joseph Görres im Schloss Engers dem preußischen Staatskanzler Karl August von Hardenberg eine Adresse überreichte, in der sie um eine Verfassung bat.
1824 wurde Albrecht Provikar und Ehrendomherr in Trier. In Koblenz wirkte er zudem als Dekan. Wegen seiner Wohltätigkeit war er in seiner Pfarrei sehr beliebt. In seinen letzten Jahren las er keine Messe mehr und legte 1832 sein Amt nieder.
Am 16. Januar 1833 starb Albrecht in Koblenz.
Der Maler Simon Meister porträtierte Carl Albrecht 1833. Das noch bei der Ausstellung in Koblenz 1994 als „Bildnis eines geistlichen Herrn“ bezeichnete Gemälde konnte noch während der Ausstellung als Porträt von Pfarrer Carl Albrecht identifiziert werden.

## Grab auf dem Koblenzer Hauptfriedhof

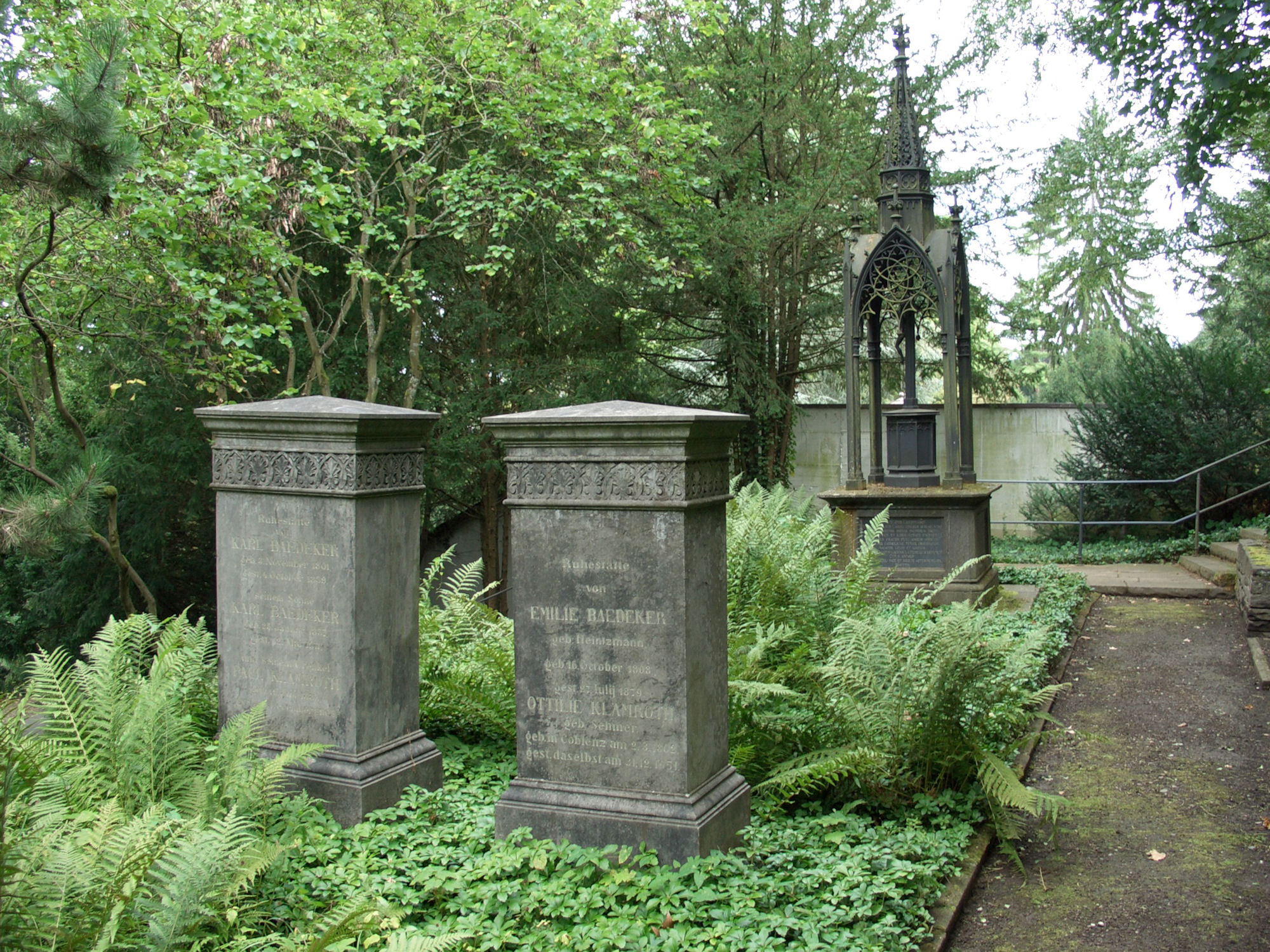
Im Hintergrund das Grabmal von Carl Albrecht auf dem Koblenzer Hauptfriedhof

Carl Albrechts Grabmal auf dem Koblenzer Hauptfriedhof ist eines der wenigen noch in Deutschland erhaltenen gusseisernen Tabernakelgrabmale. Der Basaltsockel mit Inschriften trägt einen gusseisernen Tabernakel in neogotischen Formen, der ein auf einem Sockel stehendes Kreuz umschließt. Neugotische Formen. Pfeiler tragen Spitzbögen mit Maßwerkfüllung, in den Zwickeln Fialen. Auf dem Gewölbe, das die Pfeiler tragen, ragt ein Maßwerktürmchen empor. Die gusseisernen Teile des Grabmals fertigte die Sayner Hütte.
Am Sockel befindet sich ein Bildrelief aus der Sayner Hütte, das als Attribute des Priestertums ein Messbuch oder Brevier, eine darauf abgelegte Stola und dahinter einen Kelch mit Hostie zeigt. Die Inschriften nennen die Lebensdaten des Geistlichen und würdigen ihn auf Latein und Deutsch.
Die deutsche Inschrift lautet:
Hier, Waller, kniee nieder auf dem Grabe,

Das still des theuern Mannes Asche deckt,

Den, treu dem priesterlichen Hirtenstabe,

Im Drang der grossen Zeit kein Sturm geschreckt,

Der stark und mild ein Schirmer in Gefahr,

In Koth [lies: „Noth“] ein Tröster, Führer, Helfer war,

Ein Bild der Tugend, rein in Menschenhülle,

Sich selbst genug, den Himmel in der Brust,

Des schönern Lebens dort oben sich bewusst,

Ging er hinüber zu der Freuden Fülle,

Wo die Vergeltung reich dem Hirten thront,

Und Wiedersehn die gläub’ge Heerde lohnt.